# Wilfredo Rodríguez (bokser)
Wilfredo Rodríguez – kubański bokser, złoty medalista Igrzysk Ameryki Środkowej i Karaibów z roku 1935.